# Micaria mexicana
Micaria mexicana är en spindelart som beskrevs av Norman I. Platnick och Mohammad U. Shadab 1988. Micaria mexicana ingår i släktet Micaria och familjen plattbuksspindlar. Inga underarter finns listade i Catalogue of Life.